# Nico Tortorella
Nico Tortorella (Wilmette, Illinois; 30 de julio de 1988) es un actor y modelo estadounidense.

## Biografía
Nacido en Wilmette, estado de Illinois comenzó su carrera desde los 8 años, en una puesta en escena de El Mago de Oz, en el Wilmette's Children Theatre. En la televisión, sus inicios fueron con The Beautiful Life y con la serie Make It or Break It y su salto a la gran pantalla fue con la película Twelve en la que participó junto a Chace Crawford y Emma Roberts, entre otros. Volvería a trabajar con Emma Roberts en Scream 4, la cuarta entrega de la saga, en la que haría el papel de su exnovio.
En junio de 2016, durante la Semana del Orgullo LGBT de Nueva York, Tortorella dio una entrevista al blog Infatuation en la que aseguró ser «sexualmente fluido». Posteriormente, en octubre del mismo año, en un reportaje de la revista Vulture, Tortorella admitió ser bisexual. Un año después se declara oficialmente pansexual.

## Vida personal
En junio de 2016 declaró su fluidez sexual y se identificó como bisexual en una entrevista en octubre de 2016 con Vulture. En noviembre de 2017, junto a su pareja Bethany C. Meyers (con quien llevaba 11 años), hablaron de su relación poliamorosa y como eso había influido en su relación con sus respectivas familias.
Se casaron el 9 de marzo de 2018 por lo civil en Manhattan antes de intercambiar votos en St. Paul's Chapel. En agosto de 2022 se hizo público que estaban esperando su primer hijo. Su hija, Kilmer Dove Meyers, nació el 5 de marzo de 2023.

## Filmografía
| Cine       | Cine                                | Cine                       | Cine                                    |
| Año        | Película                            | Rol                        | Notas                                   |
| ---------- | ----------------------------------- | -------------------------- | --------------------------------------- |
| 2010       | Twelve                              | Tobías                     |                                         |
| 2011       | Scream 4                            | Trevor Sheldon             |                                         |
| 2011       | Tresspass                           | Jake                       |                                         |
| 2013       | Odd Thomas                          | Simon Varner               |                                         |
| 2014       | Hunter & Game                       | Carson Lowe                |                                         |
| 2019       | Fluidity                            | Matt                       |                                         |
| Televisión |                                     |                            |                                         |
| Año        | Título                              | Rol                        | Notas                                   |
| 2009       | The Beautiful Life                  | Cole Shepherd              | Papel principal, 5 episodios            |
| 2009-2010  | Make It or Break It                 | Razor                      | 7 episodios                             |
| 2013       | The Following                       | Jacob Wells                | Papel principal (temporada 1)           |
| 2015       | Eye Candy                           | Tommy Calligan             | Piloto original no emitido              |
| 2015-2021  | Younger                             | Josh                       | Papel principal, 56 episodios           |
| 2016       | Mamma Dallas                        | Jesse                      | Película para televisión                |
| 2017       | Menendez: Blood Brothers            | Lyle Menendez              | Película para televisión                |
| 2018       | RuPaul's Drag Race                  | Él mismo                   | Episodio: "Tap That App"; juez invitado |
| 2018       | Trailblazer Honors                  |                            | Película para televisión                |
| 2018-2019  | How Far Is Tattoo Far?              | Él mismo - Conductor       |                                         |
| 2019       | Lindsay Lohan: La dueña de la playa | Él mismo                   | Invitado especial                       |
| 2020       | RuPaul's Secret Celebrity Drag Race | Él mismo - Competidor      | Subcampeón (episodio 1)                 |
| 2020       | Legendary                           | Él mismo - Jurado invitado | Episodio "Wild Wild West" (temporada 1) |
| 2020-2021  | The Walking Dead: World Beyond      | Felix Carlucci             | Papel principal, 20 episodios           |